# Dean Hamer
Dr. Dean Hamer é um geneticista que, no momento dessa edição, em 2005, ocupa o cargo de diretor da unidade de estrutura e regulação genética no Instituto Nacional do Câncer americano. Nascido em 1951, ele obteve o título de Bacharel no Trinity College, em Connecticut, nos EUA, e seu PhD na Harvard Medical School.
Está envolvido em duas grandes controvérsias científicas. Junto com Simon LeVay, em 1993, postulou a existência de um gene X que predispõe à homossexualidade, e, mais recentemente a existência de um Gene divino, responsável pela percepção de experiências religiosas ou místicas.
Além de seu trabalho científico, publicou vários livros de ciência destinados a um público geral, em geral bem vendidos, e tem propriedade sobre várias patentes.

## Publicações
- The Science of Desire (Simon and Schuster, 1994) ISBN 0684804468
- Living with Our Genes: Why They Matter More Than You Think - with Peter Copeland (Anchor, 1999) ISBN 0385485840
- The God Gene : How Faith is Hardwired into our Genes (Doubleday, 2004) ISBN 0385500580